# Araneus penai
Araneus penai là một loài nhện trong họ Araneidae.
Loài này thuộc chi Araneus. Araneus penai được Herbert Walter Levi miêu tả năm 1991.